# Nachtjagdgeschwader 200
Le Nachtjagdgeschwader 200 (NJG 200) (200e escadre de chasse nocturne) est une unité de chasseurs de nuit de la Luftwaffe pendant la Seconde Guerre mondiale. 

## Opérations
Le NJG 200 n'a été que partiellement constituée, avec deux groupes sans leur propre Geschwaderstab (état-major). Cette escadre a souvent été utilisé pour la formation et les vols d'essai. Le gruppe I opéra dans le nord de la Russie, tandis que le Gruppe II était basé dans le sud. La NJG 200 est équipée d'avions divers suivant le gruppe et staffel : Junkers Ju 88A/C, Messerschmitt Bf 110, Focke-Wulf Fw 190 et Heinkel He 111 (uniquement pour le 8./NJG 200).
Quelques staffeln seront utilisées sur le front russe entre août et septembre 1943.

## Organisation
- 1./NJG 200 formée à partir du NNJSchw Luftflotte 1 le 17 août 1943 à Dno

Le 27 juin 1944, elle est renommée 5./NJG 100.
- 4./NJG 200 formée à partir de la 10./ZG 1 le 17 août 1943 à Orcha

En juin 1944, elle est renommée 6./NJG 100.
- 5./NJG 200 formée à partir du NNJSchw Luftflotte 4 le 17 août 1943 à Nikolayev

En juin 1944, elle est renommée 7./NJG 100.
- 7./NJG 200 formée à partir du NNJSchw Luftflotte 6 le 17 août 1943 à Smolensk

Elle est dissoute en décembre 1943.
- 8./NJG 200 formée le 17 août 1943 à Stalino

En décembre 1943, elle est renommée 4./NJG 100.